# Meghila
Meghila (em árabe: مغيلة) é uma comuna localizada na província de Tiaret, Argélia. Sua população estimada em 2008 era de 3 062 habitantes.